# It's Murder!
It's Murder! è un film del 1977 diretto e montato da Sam Raimi, qui alla sua prima esperienza registica in un lungometraggio, di cui è anche co-protagonista insieme al futuro sceneggiatore e regista Scott Spiegel. Costato solo 2.000 dollari è stato girato in formato Super8 e non ha mai avuto una distribuzione ufficiale.